# Ainu nyelv
Japán második legnagyobb számú kisebbsége az ainu nép (ainu アィヌ・イタㇰ Aynu=itak; japánul: アイヌ語 Ainu-go; jelentése: 'férfi'). Becslések szerint a létszámuk 24 000 fő. Nyelvük csaknem kihalt, valaha a Szahalin és a Kuril-szigeteken, valamint Japán északi részén, Hokkaidó szigetén éltek beszélői, ma már jobbára csak az utóbbi helyen. Az ainunak nincs ismert nyelvrokona; a japánnal való rokonításra a bizonyíték nem elégséges, inkább csak a japán kultúrdominancia hatásáról lehet szó.

## Beszélők
| Év   | Fő     |
| ---- | ------ |
| 1807 | 26 256 |
| 1822 | 23 563 |
| 1854 | 17 810 |
| 1873 | 16 272 |
| 1903 | 17 783 |
| 1931 | 15 969 |
| 1984 | 24 381 |

Az ainu nyelv kihalófélben van. Már nem használják a mindennapi kommunikációban, és mindössze csak néhány ember beszéli. A fogyatkozó számú idősek megtanulták az ainu nyelvet mint első nyelvet az otthonukban, de nekik kétnyelvű szüleik voltak, és mindannyiójukat tanították a japán nyelvre gyerekkorukban vagy fiatalon. Az ő gyermekeik vagy egynyelvű japán beszélők, vagy passzív kétnyelvűek, illetve néhány esetben félig ainu nyelvet beszélők. Az unokáik már leginkább csak néhány ainu szót és éneket tudnak. Az aktívan beszélők közösségét tekintve az ainu nyelv már évtizedek óta halott, de ha azt nézzük, hogy mikor veszítjük el az utolsó anyanyelvi beszélőt, akkor addig még van néhány év.
Ugyanakkor nemzedékről nemzedékre szájhagyomány útján népdalokban és elbeszélésekben megőrizték a nyelvet. Ritmikus zenében és táncokban egyes ainu ünnepek alkalmával használják, de akkor is legnagyobb részt a turisták számára.

## Tipológia
A nyelvészek még nem találtak az ainuhoz hasonló származású nyelvet. Semmilyen geneológiai kapcsolatban nem áll a japán nyelvvel. A nyelvszerkezet hasonlít az altaji nyelvekre és rendelkezik néhány nem-altaji jellemvonással. Ilyenek az úgynevezett hozzáadódó előképzők: e-, ko-, o. Az ainu nyelv poliszintetikus jellemzője nem hasonlít az altaji nyelvekéhez. A nyelvet ma már mindennapi kommunikációra is alig használják, és saját írása sem alakult ki soha (néhányan írás létrehozását kezdeményeztek, és ehhez kölcsönvették a latin, cirill vagy japán betűket, mára csak a japán maradt). 
Az ainu nyelv alapszórendje alany-tárgy-ige, azaz SOV; a módosítók és bővítmények megelőzik a módosítottakat, illetve a régenseket. Nyelvtani nem nincs, személyragozás is alig. Képzőkben bővelkedik a nyelv, némely főnévképző egész igei szintagmákhoz, sőt mondatokhoz is járulhat. A főnevek különféle esetvégződéseket kaphatnak; a birtok szuffixumának magánhangzója a tővégi magánhangzó harmonikus ismétlése. Pl. apa 'rokon' - apa-ha 'rokona'; tsaro 'száj' - tsaro-ho 'szája'. Helyviszonyok kifejezésére névutók (posztpozíciók) szolgálnak. A személyes névmások mind alanyi, mind tárgyi funkcióban az igéhez kapcsolódhatnak, pl. e-i-kore (te-én-ad) 'adsz nekem'. A melléknevek nem képeznek önálló osztályt: az igék kategóriájába tartoznak. Igeidők nincsenek, csak aspektuális és modális viszonyok. Az igéken jelölik az alany és a tárgy többes számát, esetenként szuppletív tőalakkal. A tranzitív igék tárgya, valamint bizonyos határozók az igébe inkorporálódhatnak, akár egyidejűleg is. Kérdő mondatok képzésére a -ya partikulát illesztik a mondat végére.

### Hangrendszer
Hangrendszere viszonylag egyszerű, öt magánhangzó (i, e, a, o, u) és 11 mássalhangzó fonémával (p, m, w, t, n, s, ts, r, j, k, h). Intervokalikusan, valamint nazális és magánhangzók között a (p, t, k) hangok zöngésedhetnek, a szótag eleji magánhangzókat általában glottális zár előzi meg. A szahalini dialektusban volt hosszú-rövid magánhangzó-kontraszt. A hangsúlyos szótagok magas tónusúak, a többiek mélyek.

#### Számnevek
| Tőszámnevek | Tőszámnevek |
| ----------- | ----------- |
| 1           | sine        |
| 2           | tu          |
| 3           | re          |
| 4           | ine         |
| 5           | asikne      |
| 6           | iwa(n)      |
| 7           | arawa(n)    |
| 8           | tupesan     |
| 9           | sinepesan   |
| 10          | wa(n)       |

Érdekesség, hogy a számnevek közül a 8 (tupesan) és a 9 (sinepesan) nem más, mint 10-2, illetve 10-1, de egyes feltevések szerint az 5, 6, 7 megnevezésének is hasonló az eredete. 10 és 20 közt a számok 'egyesek'+ikasima 'hozzáad'+'tíz' sémájúak, például ine ikasima wa '14'. A 20 (hot ne) a legnagyobb önálló számnév, a felett a számokat a 20 többszörösei és az 1-20 számok összegeként adják meg. Így például a 100 is asikne hot ne, azaz 'öt húsz', az 1000 pedig asikne sine wan-hot ne, vagyis 'öt egy-tíz húsz'.

## Nyelvjárások
Több nyelvjárásról is tudunk, amely hasonló az ainu nyelvhez. Ilyen például a hokkaidói és a szahalini nyelvjárás, amelyek kölcsönösen nem érthetők. Ezeken kívül leírást találunk a délnyugat-hokkaidói saru, a közép-hokkaidói ishikari és a dél-szahalini rajcsiska nyelvjárásról.

## A nyelv helyzete a 20. században és ma
Az ainu nyelv kihalásában szerepe volt a japán asszimilációs törekvéseknek; a Meidzsi-korszak után a japánok fokozták a betelepítéseket Hokkaidóra, és az ainuk ellen olyan megkülönböztetéseket vezettek be, amelyek a mai napig is megmaradtak, és ezzel lényeges szociális problémát okoztak.
1946-ban a hokkaidói Ainu Kongresszus létrehozta a hokkaidói Ainu Szövetséget, hogy a nevelésről tárgyaljanak, együttműködjenek a társadalmi berendezkedés megoldásáról. 1961-ben ez a szövetség hokkaidói Utari Szövetségre változtatta a nevét, amely állandó tárgyalásokat folytatott az ainukat érintő különböző problémákról. A szövetség 1984-ben hivatalosan kérte a japán kormánytól, hogy – olyan gyorsan, amilyen gyorsan csak lehet – törvényesítsék az Új Ainu Törvényt. Mára különböző előrelépések történtek az ainu nyelv felélénkítése, a megőrzött kultúra folytatása és a hagyományos táncszertartások területén. A nyelvet iskolában mindazonáltal máig sem oktatják.
Az ainu mozgalmak szándéka: lassan visszanyerni az elveszített nemzeti méltóságot. Az ainulógusok szándéka: megőrizni a nyelvet, és a kultúrát továbbfejleszteni.

## Szakirodalom
Az ainu nyelvről kevés leírás született. Az első szógyűjtemények japán szerzőktől származtak; a múlt századtól viszont már európai kutatói is akadtak. A Dobrotvorszkij testvérek műveként 1875-ben jelent meg egy ainu-orosz szótár (mely magában foglalja egy osztrák nyelvkutató elemzéseit is), ám az első komoly tudományos igényű munka Batchelor szótára és nyelvtana a századforduló tájáról.